# Methylhexanamin
Methylhexanamin (besser bekannt als DMAA, für [1,3-]Dimethylamylamin) ist eine chemische Verbindung aus der Gruppe der Amine, das Nahrungsergänzungsmitteln illegal zugesetzt wird, um die sportliche Leistung – vorzugsweise im Kraftsport – für eine bestimmte Zeit zu steigern.
Der Wirkstoff wurde von der US-amerikanischen Eli Lilly and Company entwickelt und seit April 1944 u. a. als Bestandteil des Arzneimittels Forthane (Indikation: Abschwellen der Nasenschleimhaut) vermarktet. 1983 wurde das indirekte Sympathomimetikum vom Markt genommen.

## Stereochemie
Methylhexanamin enthält zwei stereogene Zentren und liegt in der Regel als Gemisch von folgenden vier isomeren chemischen Verbindungen vor:
- (2R,4R)-4-Methyl-2-hexanamin
- (2S,4S)-4-Methyl-2-hexanamin
- (2S,4R)-4-Methyl-2-hexanamin
- (2R,4S)-4-Methyl-2-hexanamin

(2R,4R)-Form (oben links), (2S,4S)-Form (oben rechts), (2S,4R)-Form (unten links) und (2R,4S)-Form (unten rechts).

Es ist generell bekannt, dass Stereoisomere – z. B. von Arzneistoffen – in der Regel unterschiedliche physiologische Eigenschaften besitzen.

## Darstellung
Methylhexanamin ist durch Umsetzung von 4-Methylhexan-2-on mit Hydroxylammoniumchlorid zum Oxim und nachfolgender Reduktion mit Natrium in Ethanol synthetisch zugänglich.

## Strukturelle Ähnlichkeit mit Amphetamin

Strukturelle Ähnlichkeit von Amphetamin (oben) und Methylhexanamin (unten)

Die Gemeinsamkeiten der chemischen Strukturformeln von Amphetamin und Methylhexanamin sind auffällig. Amphetamin ist aufgrund seiner Wirkungen – Unterdrückung von Müdigkeit und Steigerung des Selbstbewusstseins – als Rauschmittel verbreitet, der Handel und Besitz von Amphetamin ohne Erlaubnis ist in Deutschland und den meisten europäischen Ländern strafbar.
Da es nach Methylhexanamin-Einnahme zu Todesfällen gekommen ist, wurde dieses Mittel auf dem europäischen Markt verboten. In den USA war es bis Anfang 2013 als Nahrungsergänzungsmittel in vielen Produkten frei zu erwerben, etwa als Zutat in sogenannten „Pre-Workout Drinks“. Im April 2013 wies die FDA die Hersteller von Nahrungsergänzungsmitteln darauf hin, dass eine Verwendung von Methylhexanamin illegal sei. Gleichzeitig wurden die US-amerikanischen Verbraucher vor schweren gesundheitlichen Risiken in Verbindung mit dem Konsum Methylhexanamin-haltiger Produkte gewarnt.

### Doping
Mit Methylhexanamin verunreinigte Nahrungsergänzungsmittel führen jährlich weltweit zu ca. 300 Dopingfällen.
Bei den Olympischen Winterspielen 2014 in Sotschi wurde am 21. Februar 2014 bei der deutschen Biathletin Evi Sachenbacher-Stehle Methylhexanamin bei einer Dopingkontrolle sowohl in der A- als auch in der B-Probe festgestellt.
Der Regionalliga-Fußballspieler Cebio Soukou (Rot-Weiss Essen) wurde am 6. Dezember 2014 positiv auf Methylhexanamin getestet. Der Spieler hatte in der Folge versichert, sich die Ergebnisse der Dopingprobe nur aufgrund nicht angegebener und entsprechend illegaler Zusätze in einem von ihm eingenommenen Nahrungsergänzungsmittel erklären zu können. Ein Gutachter bestätigte die Ausführungen des Spielers. Soukou wurde trotzdem für 5 Monate gesperrt und dem Verein 1 Punkt abgezogen.
DMAA ist als im Wettkampf verbotener Wirkstoff in der Verbotsliste der NADA 2018 unter S. 6 (Stimulanzien) genannt.

### Analytischer Nachweis
Ein validiertes Analysenverfahren zum Nachweis von 4-Methyl-2-hexanamin in Nahrungsergänzungsmitteln und im Urin von Menschen ist bekannt. Bei Einnahme von 40 mg konnte man 350 ng/ml im Urin nach bis zu vier Tagen nachweisen.